# دویس واسکز
دویس واسکز (اسپانیایی: Devis Vásquez‎؛ زادهٔ ۱۲ مهٔ ۱۹۹۸) بازیکن فوتبال اهل کلمبیا است.